# Vulcanair Canguro
El Vulcanair SF.600 Canguro fue un avión de línea regional desarrollado en Italia a finales de la década de 1970.

## Diseño y desarrollo
A pesar de varios intentos de poner el avión en producción en serie, sólo se construyó una pequeña cantidad. El Canguro era un monoplano de ala alta en voladizo de configuración convencional con un fuselaje de sección transversal rectangular y cola alta. El tren de aterrizaje triciclo era fijo y sus unidades principales se transportaban en carenados a los lados del fuselaje. SIAI Marchetti proporcionó financiación para la construcción del prototipo y construyó este avión en la antigua planta de Aviamilano. Después de que las pruebas de vuelo resultaran positivas, el modelo se puso a la venta, pero no logró atraer compradores en gran número, incluso cuando los motores de pistón originales se cambiaron por turbohélices y se ofreció un tren de aterrizaje retráctil como opción.
Tras la adquisición de SIAI Marchetti, Agusta siguió ofreciendo el diseño y en 1992 se firmó un contrato para la producción conjunta con Sammi en Corea del Sur, pero no surgió nada de ello. Una empresa similar creada para producir el avión junto con PADC en Filipinas resultó igualmente infructuosa. PADC adquirió dos aviones, el RP-C1298 y el RP-3101. En 1997, Vulcanair compró el diseño a Finmeccanica (la empresa matriz de Agusta), pero aunque se produjo un pequeño número de ejemplares, no se llevó a cabo ninguna producción en serie. A continuación, Vulcanair procedió a utilizar el fuselaje del Canguro para desarrollar el monomotor Vulcanair Mission.

## Variantes

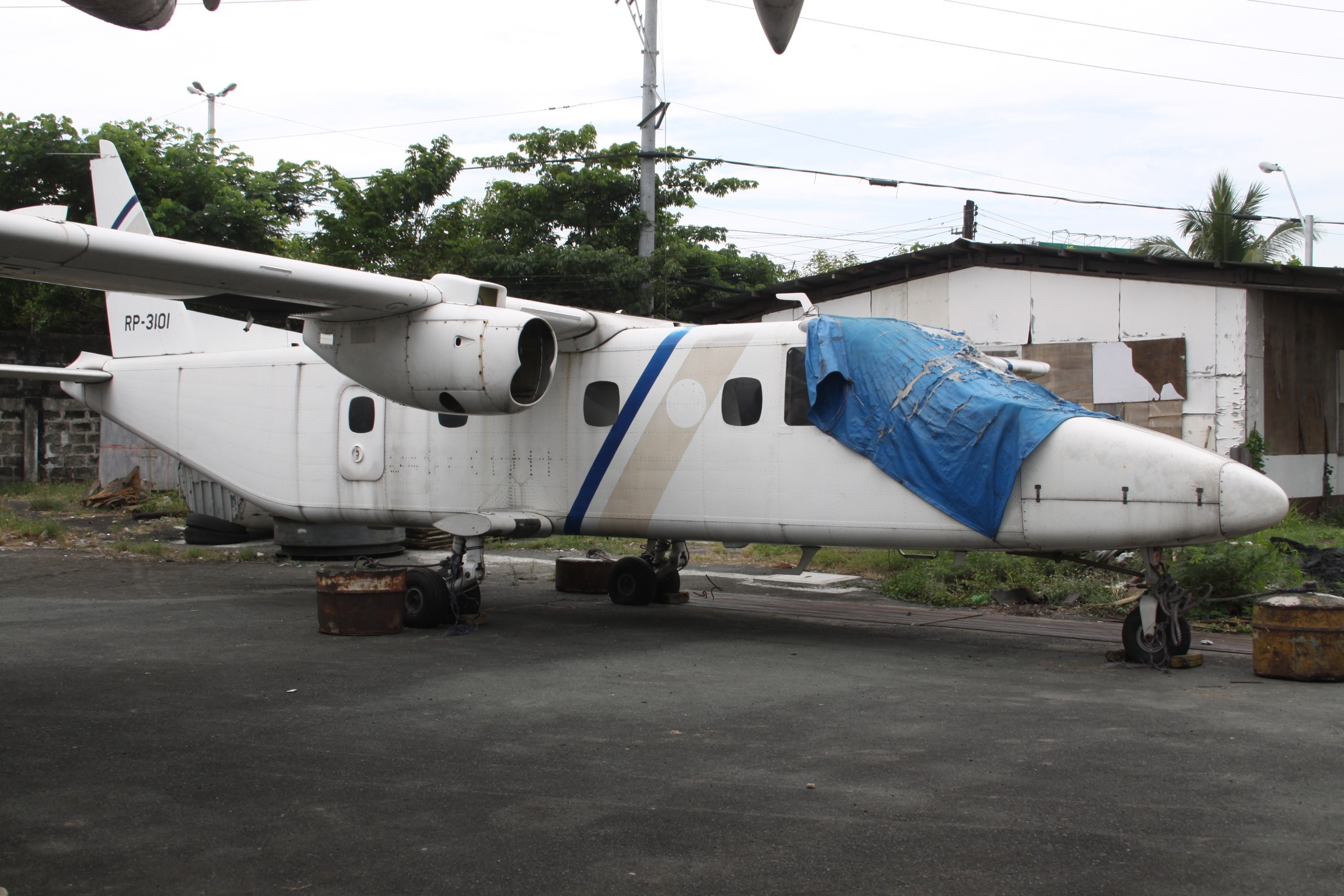
Un SF.600 exguardia Costera de Filipinas en Manila Ninoy Aquino International.

SF.600
Variante de 1982 con dos motores turbohélice Allison 250-B17C.
SF.600A
Variante de 1989 con mayor peso medio al despegue, dos motores turbohélice Allison 250-B17F/1, modificación de la aerodinámica del ala y modificaciones en la estructura de soporte del tren de aterrizaje.

## Especificaciones (SF.600TP)
Referencia datos: Jane's All The World's Aircraft 1988–89

### Características generales
- Tripulación: Dos (pilotos)
- Capacidad: Nueve pasajeros
- Longitud: 12,2 m (39,9 ft)
- Envergadura: 15 m (49,2 ft)
- Altura: 4,6 m (15,1 ft)
- Superficie alar: 24 m² (258,3 ft²)
- Perfil alar: NASA GA(W)-1[2]
- Peso vacío: 1875 kg (4132,5 lb)
- Peso máximo al despegue: 3400 kg (7493,6 lb)
- Planta motriz: 2× turbohélice Allison Model 250-B17C.
  - Potencia: 313 kW (432 HP; 426 CV) cada uno.
- Hélices: 1× Hartzell tripala de velocidad constante totalmente reversible por motor.
- Capacidad de combustible: 1100 L (internamente); 1700 L con depósitos subalares
- Capacidad de aceite: 11,4 L

### Rendimiento
- Velocidad crucero (Vc): 306 km/h (190 MPH; 165 kt) máximo a 1525 m (5003 pies), peso Max TO e ISA; crucero económico: 287 km/h al 75 % de potencia a 3050 m (10 010 pies)
- Velocidad de entrada en pérdida (Vs): 109 km/h (68 MPH; 59 kt)
- Alcance: 600 km (324 nmi; 373 mi) con carga máxima a 3050 m (10 010 pies) con un 10 % de reserva
- Techo de vuelo: 7315 m (23 999 ft)
- Régimen de ascenso: 7,5 m/s (1476 ft/min) (máximo)
- Carga alar: 141,7 kg/m² (29 lb/ft²)
- Potencia/peso: 5,43 kg/kW (8,93 lb/hp)
- Carrera de despegue: 287 m
- Distancia de aterrizaje: 280 m sin reversión de hélices; 204 m con reversión de hélices
- Carrera de despegue hasta 15 m (50 pies): 408 m
- Distancia de aterrizaje desde 15 m (50 pies): 479 m con reversión de hélices; 396 m sin reversión de hélices

## Aeronaves relacionadas

### Secuencias de designación
- Secuencia SM/SA/S/SF._ (interna de SIAI Marchetti): ← S.210 - S.211 - SF.260 - SF.600 - S.700 - SM.1019